# チョン・インファ
チョン・インファ（錢忍和、1965年10月27日 - ）は韓国の女優。1985年から1986年にかけて放送されたKBSのテレビドラマ『草原に浮かぶ星』でデビューした。中央大学校演劇映画科を卒業した。俳優ユ・ドングンと結婚して1男1女がいる。チョン・イナとも表記される。

## 主要作品

### テレビドラマ
- 草原に浮かぶ星（朝鮮語版）（1985年、KBS）
- 임이여 임일레라（1986年、KBS）
- 結納箱買ってください（1987年、KBS）
- 仁顕王后（1988年、MBC） - 禧嬪張氏役
- 垣根の根元のホウセンカ（1990年、KBS）
- この男が生きる方法（1994年、SBS）
- 第4共和国（1995年、MBC） - 陸英修役
- 同期間（1996年、MBC） - スンオク役
- チョン・テムネ（1997年） - チョン・オクジャ役
- 曇った日に書いた手紙（1999年、SBS）
- 女人天下（2001年-2002年、SBS） - 文定王后役
- 王と私（2007年-2008年、SBS） - 仁粋大妃役
- 憎くてももう一度（2009年、KBS） - ウン・ヘジョン役
- 製パン王 キム・タック（2010年、KBS） - ソ・インスク役
- 神々の晩餐（2012年、MBC） - ソン・ドヒ役
- 百年の遺産（2013年、MBC） - ヤン・チュニ役
- 伝説の魔女（2014年-2015年、MBC） - チャ・エンラン役
- いとしのクム・サウォル（2015年-2016年、MBC） - シン・ドゥッゲ役
- 人生最高の贈り物 〜ようこそ、サムグァンハウスへ〜（2020年、KBS） - イ・スンジョン役

### 映画
- 野望の歳月（1989年）
- 愛歌（2007年）

### 演劇
- 1986年 私はどうしても回ることができなくて

## 受賞歴
- 1989年、MBC演技大賞 女性最優秀演技賞[4]
- 1998年、今年の健歯芸能人賞[4]
- 2001年、第37回百想芸術大賞 TV部門人気賞[4]
- 2001年、SBS演技大賞 大賞[4]
- 2002年、第38回百想芸術大賞 TV部門女性最優秀演技賞[4]
- 2002年、韓国放送大賞 タレント賞[4]
- 2010年、第18回大韓民国文化芸能大賞 タレント部門最優秀賞[4]
- 2010年、KBS演技大賞 女性最優秀演技賞[4]
- 2011年、第2回大韓民国大衆文化芸術賞 文化体育観光部長官表彰[4]
- 2012年、MBC演技大賞 女性黄金演技賞[4]
- 2015年、MBC演技大賞 特別企画部門女性最優秀演技賞[4]

## CM
- SAJOシーチキン
- LG携帯電話フリーウエイ
- KYOWON赤ペン
- サムソン火災
- テピョンヤンIOPE
- サムソンキムチタマッ
- 家政婦のミタ２